# Frank Demant
Frank Demant (* 1959 in Frankfurt am Main) ist ein deutscher Schriftsteller und Verleger.

## Werdegang
Demant ist im Frankfurter Stadtteil Fechenheim aufgewachsen. Bis zum Jahr 1977 besuchte er im Ostend die Helmholtzschule, ging im Jahr vor dem Abitur ab, hatte aber somit die Mittlere Reife. Schon als Schüler hatte sich sein Wunsch herausgebildet, zur See zu fahren. Der gestellte Antrag auf Ableistung des Zivildienstes scheiterte an der Gewissensprüfung, die mit 2:3 Stimmen zu seinen Ungunsten entschieden wurde. Der Wehrdienst bei der Bundesmarine führte ihn im Rahmen von Wehrübungen unter anderen nach Belgien, Großbritannien, Island, Kanada und Norwegen. In deren Verlauf wurde offenbar, dass er seinen Traumjob als Seemann wegen permanenter Seekrankheit nicht würde ausüben können. Zurück in Frankfurt machte er den P-Schein und war ab 1984 Taxifahrer. Die in diesem Job üblichen Wartezeiten an den Halteplätzen widmete er bevorzugt der Lektüre literarischer Stoffe.
Mitte der 1990er Jahre wurde Demants Vater Opfer eines der größten Bankenskandale Deutschlands, für den Sohn Anlass genug, um die Erfahrungen während der Pausenzeiten an den Taxi-Haltepunkten zu Papier zu bringen und erstmals ein Buch zu schreiben. Dieses wurde 2002 veröffentlicht, führte aber nicht zu Honorar bzw. Tantiemen, sondern zu unvorhergesehenen Ausgaben, da der Verlag nicht zahlte. Demant zog daraus die Konsequenz und gründete im Frühjahr 2003 den eigenen Röschen-Verlag. Dort erschien sein Erstlingswerk 2005 in neuer Auflage.
Die Freude an dem Entstehen dieses Werks hatte noch davor zur Kreation der Kunstfigur Simon Schweitzer geführt, eines fiktiven Protagonisten aus dem Frankfurter Äppelwoi-Stadtteil Sachsenhausen. Dort wohnt Demant seit Jahrzehnten. Die Kunstfigur war ausersehen, sich einen Namen als Krimiheld zu machen. Die kleine Auflage von 300 Exemplaren des ersten Bandes der geplanten Krimiserie war nach nur elf Wochen restlos vergriffen, obwohl es die fehlende ISBN dem überregionalen Buchhandel deutlich erschwerte, bei konkreten Nachfragen die Bezugsquelle der Bücher ausfindig zu machen. Demant entschloss sich zu einer zweiten Auflage von 2.000 Exemplaren. Für dieses Vorhaben musste er sich von Freunden allerdings erst das nötige Kapital leihen. Als sich schließlich herausstellte, dass das Entwickeln und Schreiben von Kriminalromanen nicht nur ein Hobby bleiben würde, machte es schließlich Sinn, seine Buchtitel mit einer ISBN zu versehen.
Sein zweiter Titel erschien schon 2005 in der 4. Auflage, der dritte Titel war trotz einer Auflage von 5.000 Exemplaren schon nach sieben Monaten ausverkauft und ging in die zweite Auflage. Lesungen im Frankfurter Ebbelwei-Express, einer historischen Straßenbahn mit Sonderlackierung, Apfelwein- und Brezel-Verköstigung während der Sonderfahrt, haben zur raschen weiteren Steigerung seines Bekanntheitsgrades beigetragen. Im Mai 2005 gab Demant den Beruf des Taxifahrers auf. Der Selbstverlag erforderte mehr und mehr Organisation und Buchhaltung, fürs Schreiben blieb kaum Zeit übrig. Der Vertrieb wurde daher ab 2006 per Outsourcing abgegeben.

„Ein Krimischreiber, der neben Spannung, Ganoven-Sujet mit kriminellen Energien, Träumen für schnelles Geld auch noch typischen Ebbelwei-Mutterwitz in gedruckter Form abliefert.“

Zu den literarischen Vorbildern Demants zählen Autoren wie T. C. Boyle, Sven Regener und David Foster Wallace.

## Werke
- Das Grauen im Bembelparadies. Zehnte Sachsenhäuser Kriminalepisode. Röschen. Frankfurt am Main 2013, ISBN 978-3-940908-18-6.
- Goethe war's nicht. Neunte Sachsenhäuser Kriminalepisode. Röschen. Frankfurt am Main 2012, ISBN 978-3-940908-14-8.
- Kunstraub im Städel. Achte Sachsenhäuser Kriminalepisode. Röschen. Frankfurt am Main 2011, ISBN 978-3-940908-09-4.
- Das Geheimnis vom Kuhhirtenturm. Siebte Sachsenhäuser Kriminalepisode. Röschen. Frankfurt am Main 2010, ISBN 978-3-940908-05-6.
- Taxiwelten. Wisent. Frankfurt am Main 2009, ISBN 978-3-00-025863-3.
- Verschollen im Taunus. Sechste Sachsenhäuser Kriminalepisode. Röschen. Frankfurt am Main 2009, ISBN 978-3-940908-03-2.
- Opium bei Frau Rauscher. Fünfte Sachsenhäuser Kriminalepisode. Röschen. Frankfurt am Main 2007, ISBN 978-3-9809915-6-8.
- Die Leiche am Eisernen Steg. Vierte Sachsenhäuser Kriminalepisode. Röschen. Frankfurt am Main 2006, ISBN 3-9809915-4-7.
- Mord im Ebbelwei-Express. Dritte Sachsenhäuser Kriminalepisode. Röschen. Frankfurt am Main 2005, ISBN 3-9809915-2-0.
- Tagesgeschäfte. Ein Frankfurter Wirtschaftskrimi (nach einer wahren Begebenheit). Röschen. Frankfurt am Main 2005, ISBN 3-9809915-3-9.
- Geiseldrama in Dribbdebach. Eine Sachsenhäuser Kriminalepisode. Röschen. Frankfurt am Main 2004, ISBN 3-9809915-1-2.
- Simon Schweitzer – immer horche, immer gugge. Eine Sachsenhäuser Kriminalepisode. Röschen. Frankfurt am Main 2003, ISBN 3-9809915-0-4.